# Бірліцький сільський округ (Жангалинський район)
Бірліцький сільський округ (каз. Бірлік ауылдық округі, рос. Бирликский сельский округ) — адміністративна одиниця у складі Жангалинського району Західноказахстанської області Казахстану. Адміністративний центр — село Бірлік.
Населення — 1488 осіб (2021; 1771 у 2009, 1719 у 1999, 1372 у 1989).
Станом на 1989 рік існувала Бірліцька сільська рада (села Акбалшик, Мартик, Ушкемпір).

## Склад
До складу округу входять такі населені пункти:
| Населений пункт | Старі назви    | Населення, осіб (1989) | Населення, осіб (1999) | Населення, осіб (2009) | Населення, осіб (2021) |
| --------------- | -------------- | ---------------------- | ---------------------- | ---------------------- | ---------------------- |
| Акбалшик, село  | -              | 175                    | 307                    | 247                    | 201                    |
| Бірлік, село    | Мартик, Мортик | 902                    | 1033                   | 1256                   | 1183                   |
| Ушкемпір, село  | -              | 295                    | 379                    | 268                    | 104                    |